# Eugène Everarts de Velp
Eugène Everarts de Velp est un homme politique belge, né à Chaumont-Gistoux le 29 juillet 1866 et décédé à Blanmont le 22 mai 1952.

## Biographie
Il épouse le 15 octobre 1902 Marthe Osy de Zegwaart. Ils eurent six enfants.
Il fut conseiller communal, conseiller provincial du Brabant, et devint ensuite député permanent puis membre de la chambre des représentants pour l’arrondissement de Nivelles. Il fut également président du Parti catholique pour le même arrondissement.
Très attentif au développement économique de sa région et à la création d’emploi, Eugène Everarts de Velp fut à l’initiative de plusieurs projets tels que la Laiterie Notre-Dame à Perbais (fabrique de beurre pasteurisé), la Taillenderie (fabrique d’outils tels que bêches, houes ou râteaux qui accueillait des jeunes gens ne trouvant plus de travail dans l’agriculture), le Crédit Ouvrier du Canton de Perwez (organisme de prêts hypothécaires permettant aux ouvriers de devenir propriétaires de leur maison), les Sablières de Mont-Saint-Guibert.

## Distinctions
- Commandeur de l'ordre de Léopold